# Segurilla
Segurilla – gmina w Hiszpanii, w prowincji Toledo, w Kastylii-La Mancha, o powierzchni 22,8 km². W 2011 roku gmina liczyła 1321 mieszkańców.